# Coxheath
Coxheath is een civil parish in het bestuurlijke gebied Maidstone, in het Engelse graafschap Kent met 4082 inwoners.